# OTRAS (sindicato)
El sindicato OTRAS (acrónimo de Organización de TRAbajadoras Sexuales) es un sindicato español del ramo del trabajo sexual, cuyos estatutos fueron validados en junio de 2021 por decisión del Tribunal Supremo. La primera secretaria general del sindicato, Conxa Borrell, afirmaba en 2019 que el sindicato representaba a más de 600 mujeres.

## Ideología y organigrama
Se declara como un colectivo "abolicionista de todas las formas de explotación", y "pro-derechos": reclama los derechos  "legítimos" desde su "lugar como trabajadoras en la estructura de esta sociedad de mercado", y apoyan "una intervención en la superestructura (simbólica) que de-construya la organización social y doméstica heteronormativa, binaria y androcéntrica, para introducir y normalizar las múltiples diversidades sexuales y afectivas."
Declaran como valores propios la horizontalidad, la transparencia, el antirracismo, el respeto por los Derechos Humanos y el aprendizaje y la formación constantes, abogando por una educación universal para favorecer y empoderar a los sujetos vulnerables a las injusticias.
El sindicato OTRAS se define como dividido en varias secciones de actuación: la del trabajo sexual callejero, la del trabajo sexual en línea/telefónico, la del trabajo sexual independiente, la del trabajo sexual a terceros, la del trabajo sexual indoor, la del trabajo sexual outdoor, y la del trabajo sexual audiovisual.

## Reivindicaciones
El sindicato OTRAS entiende el trabajo sexual como un intercambio consentido de servicios sexuales entre personas adultas, adscritas a todos los géneros (mujeres, hombres y no binarias), las cuales han de tener los mismos derechos laborales legítimos que los trabajadores de cualquier otro sector (incluyendo aquellos derechos derivados de las particularidades del trabajo sexual), para los que es necesario reconocer el derecho contractual para con sus clientes, y para con sus empleadores, si los hubiere. Partiendo de esta definición de trabajo sexual, sus reclamaciones principales son las siguientes:
- Concienciación social sobre el estigma que atraviesa las vidas de las trabajadoras sexuales; esto es, conocer la implicación del mismo como “mandato social de aislamiento” en todos los ámbitos relativos al desarrollo personal: vivienda, cultura, trabajo, maternidades, estudios y procesos burocráticos diversos.
- Responsabilidad política con el colectivo de trabajadores sexuales: esto es, entre otras cosas, rigurosidad, ética y correcto tratamiento de los datos a la hora de abordar campañas de concienciación sobre la trata con fines de explotación sexual.
- Descriminalización del trabajo sexual en todas sus formas, en base a leyes que aboguen por sus derechos laborales y humanos.
- Reconocimiento de los sujetos como profesionales del sector laboral del sexo y las sexualidades, con capacidad de agencia.
- Dotación de herramientas para ser legitimadas como sujetos políticos.[7]

## Historia

### Primeros años y polémicas iniciales
El sindicato OTRAS fue fundado en verano de 2018, siendo publicado su registro oficial el 4 de agosto de ese mismo año en el BOE. Ha sido definido como el primer sindicato (que no colectivo) de trabajadoras sexuales de la historia de España, título disputado con la sección de trabajo sexual de la Intersindical Alternativa de Cataluña.
El 30 de agosto de 2018 estalló en prensa un escándalo a raíz de la difusión de la creación del sindicato, ante la polémica de que un gobierno interino del PSOE declaradamente abolicionista suscribiera la aprobación de un sindicato de trabajo sexual. La ministra de trabajo interina, Magdalena Valerio, quien se había enterado el día anterior de la tramitación del registro del sindicato en el BOE, declaró que le habían metido un "gol por la escuadra" y que el gobierno "va a luchar para que sea nulo [refiriéndose al registro]". La entonces presidenta de la Junta de Andalucía, Susana Díaz, presionó al presidente del gobierno, Pedro Sánchez, por la autorización del registro del sindicato, aduciendo que el registro de la organización en cuestión era "una manera descarada de encubrir la trata de personas y la explotación de las mujeres". Sánchez respondió reafirmándose en la postura de su partido, y declarando que su gobierno "no dará respaldo a ninguna organización donde se recoja esa actividad ilícita", añadiendo además que el registro fue un "acto administrativo que no contenía errores de forma, pero sí de fondo". Unos días más tarde, a principios de septiembre, Concepción Pascual, la directora general de trabajo que había tramitado la admisión del sindicato en el BOE, dimitió, aclarando fuentes del gobierno que dicha dimisión fue "voluntaria".
El sindicato fue inmediatamente denunciado ante los tribunales por asociaciones feministas abolicionistas de la prostitución, como L'Escola, pidiendo la nulidad de la inscripción. Para noviembre de 2018, algunos colectivos abolicionistas llegaron a lanzar un manifiesto en el que se exigía la inmediata ilegalización del sindicato. Este manifiesto sería contestado por otro, en el que más de 1200 personalidades feministas (incluyendo a Isabel Coixet o a Elena Poniatowska entre otras) pedían la no impugnación de sus estatutos.
Finalmente, el 21 de noviembre de 2018, la Audiencia Nacional tomó la decisión de decretar la nulidad de los estatutos del sindicato, sin disolverlo, argumentando que la prostitución no podía ser considerada legalmente en España como un trabajo a terceros. La secretaría del sindicato recurrió la decisión judicial ante el Tribunal Supremo, y se planteó la creación de nuevos estatutos. Tras la decisión judicial, el sindicato llevó a cabo su primer congreso constituyente ese mismo mes, dirimiendo sus principales contextos de acción y estableciendo una estructura organizacional básica, aun teniendo sus propios estatutos pendientes de juicio.
En el año 2019, el sindicato participó en las manifestaciones del 8 de marzo, provocando tensiones con colectivos abolicionistas. OTRAS también iba a estar presente en unas charlas acerca de trabajo sexual que se iban a llevar a cabo en la UDC en septiembre de 2019. La Universidad suspendió, sin embargo, estas charlas en primera instancia, ante la oleada de críticas al respecto llevadas a cabo por colectivos abolicionistas de la prostitución. Finalmente, ante la polémica suscitada por lo que se percibió como el intento de censurar un debate en el ámbito académico (incluyendo un manifiesto firmado por intelectuales españoles en defensa al derecho a la libertad de expresión en la universidad), veinte universidades españolas terminaron acogiendo coloquios sobre trabajo sexual, interviniendo miembros y cargos de OTRAS en algunos de los debates organizados.
En 2020, por otro lado, volvieron a participar en la manifestación del 8 de marzo, habiendo en esta ocasión menos controversia que en el año anterior al respecto de la prostitución. En el marco de España en la pandemia del Covid-19, el sindicato realizó una campaña en línea para recolectar dinero en favor de las prostitutas más desfavorecidas por el contexto de la crisis, mientras que desde su sección de Murcia se lanzó un decálogo de recomendaciones y consejos contra el coronavirus para trabajadoras sexuales. Como resultado llegaron a recaudar comida y hasta 3500 euros, los cuales usaron para dar alojamiento y repartirlos entre prostitutas desamparadas.

### Legalización de sus estatutos por el Tribunal Supremo
El 1 de junio de 2021, el Tribunal Supremo dictó sentencia respecto al recurso de OTRAS frente a la sentencia de la Audiencia Nacional de noviembre de 2018. Dicha sentencia anula la impugnación de los estatutos del sindicato por dicha Audiencia, basándose en el supuesto de la libertad sindical de la que gozarían las prostitutas por cuenta propia. El alto tribunal ha aducido que esta decisión no implica, en todo caso, reconocer la legalidad de la prostitución en España, ni el vínculo empresarial entre dueños de locales de alterne y prostitutas que trabajan en ellos, absteniéndose en esta sentencia de pronunciarse al respecto.
Cinco días después de la legalización de los estatutos, la expresidenta del sindicato Conxa Borrell expresó su intención de reunirse con la patronal de empresarios de alterne española (ANELA), y con Yolanda Díaz e Irene Montero (respectivamente, la vicepresidenta tercera del Gobierno y la Ministra de Igualdad). Con estas dos políticas, concretamente, el sindicato desearía tratar su situación de desamparo legal y presentar una propuestas de una ley que descriminalizase la prostitución en España sin criminalizar a los clientes, siguiendo un modelo legal similar al de Nueva Zelanda.

### Actualidad
En abril de 2023, Conxa Borrell dimitió de su cargo como Secretaria General de OTRAS para presentarse a las elecciones municipales de Barcelona en las listas electorales del partido Ciudadanos.Tras un congreso extraordinario en el que el sindicato reestructuró su jerarquía de mandos, el 20 de diciembre de ese año, Mónica Martín fue nombrada su nueva Secretaria General.

### Proyecto de ley de despenalización
En junio de 2024, el Sindicato de Trabajadoras Sexuales (OTRAS) presentó una propuesta de ley orgánica para la despenalización del trabajo sexual en España. Inspirada en el modelo neozelandés, la iniciativa busca establecer un marco jurídico que garantice los derechos y la seguridad de las personas que ejercen la prostitución.
La propuesta aborda diversas problemáticas que enfrentan las trabajadoras sexuales, como las dificultades para acceder a una vivienda en alquiler debido a la falta de un contrato laboral formal, la ausencia de contribuciones a la Seguridad Social que les permita acceder a una jubilación en el futuro, y la carencia de condiciones laborales que aseguren descansos y bajas médicas. Además, plantea la creación de contratos laborales que pongan el consentimiento en el centro, permitiendo especificar la conformidad para cada práctica sexual.
Mónica Martín, secretaria general de OTRAS, destacó que esta iniciativa representa "una primera piedra sobre la que construir nuestros derechos", con la intención de que los grupos parlamentarios puedan recoger sus demandas. Belén García, secretaria de acción sindical, subrayó la importancia de establecer el trabajo sexual como una relación laboral especial, similar a las ya contempladas en el Estatuto de los Trabajadores, como el servicio doméstico y los deportistas de élite.
La presentación de esta propuesta se produjo un mes después de que decayera en el Congreso una ley abolicionista impulsada por el PSOE, reflejando el continuo debate en España sobre la regulación del trabajo sexual y los derechos de las personas que lo ejercen.

### "Tejiendo redes: hacia la acción sindical en el trabajo sexual"
El proyecto "Tejiendo redes: Hacia la acción sindical en el trabajo sexual" es una iniciativa del Sindicato OTRAS en España, orientada a fortalecer la organización y defensa de los derechos laborales de las personas que ejercen el trabajo sexual. Este proyecto recibió una financiación por parte de Calala Fondo de Mujeres, en el marco de la convocatoria "Vida libre de violencia", destinada a apoyar organizaciones que trabajan en la prevención y atención de la violencia de género desde una perspectiva interseccional.
El objetivo principal de "Tejiendo Redes" es consolidar una estructura sindical que permita a las trabajadoras sexuales articularse colectivamente, promoviendo  la reivindicación de sus derechos laborales. A través de este proyecto, OTRAS busca proporcionar herramientas y recursos que faciliten la acción sindical efectiva en el ámbito del trabajo sexual, abordando problemáticas como la precariedad laboral, la estigmatización y la violencia estructural que enfrentan las trabajadoras sexuales. Como parte del proyecto, el sindicato realiza visitas a lugares de trabajo sexual a terceros en la Comunidad de Madrid, especialmente en pisos, clubs y espacios gestionados por terceros, con el objetivo de escuchar directamente a las trabajadoras, informar sobre derechos y servicios disponibles, y fomentar la organización colectiva.

## Casos judiciales laboralistas
En febrero de 2019, el Tribunal Superior de Justicia de Madrid determinó en una sentencia la existencia de una relación laboral entre el dueño de un club de alterne y Evelyn Rochel, trabajadora sexual originaria de Colombia afiliada al Sindicato OTRAS, siendo la primera vez que ocurre esto en la historia reciente de España. Dicha sentencia implicó el inicio de una inspección de trabajo en el "Flower's", definido como "uno de los mayores burdeles de Madrid". Esta sentencia sería recurrida posteriormente por el club de alterne. El 9 de marzo de 2021 el Tribunal Supremo falló a favor de Rochel, confirmando el adeudamiento del club Flower's a la trabajadora de todos los salarios por la venta de bebidas alcohólicas impagados desde 2001. La sentencia en firme del alto tribunal abre la puerta a que Rochel reclame al club, además, las cotizaciones no percibidas a la Seguridad Social a lo largo de todo ese tiempo.